# Куракины
Кура́кины  — русский княжеский род, Гедиминовичи, отрасль князей Патрикеевых.
Род внесён в Бархатную книгу. При подаче документов (11 марта 1682) для внесения рода в Бархатную книгу, была подана совместная родословная роспись однородцев князей Голицыных и Куракиных.
Род князей Куракиных внесён в V часть родословных книг Орловской и Пензенской губерний (Гербовник, I, 3).
Баскаков Н. А, русский лингвист-тюрколог и доктор филологических наук, пишет, что фамилия Куракин происходит от тюрк. quraq (пустой, бессодержательный, скупой, жадный).

## Московский период
Внук Гедимина, от его 2-го сына Наримонда-Глеба, князь Патрикей Александрович, выехал в Великий Новгород по приглашению боярского совета и был принят с большими почестями, получил в удел города: Орехов, Корелу, а также село Лужское. От него произошли князья Патрикеевы, а от тех — князья Булгаковы, один из которых в начале XVI века носил прозвище «Курака».
Родоначальник — князь Андрей Курака, от старшего брата которого происходят Голицыны. Двенадцать представителей рода были боярами, числились в числе 16 родовитейших фамилий, представители которых из стольников непосредственно возводились в боярский чин, минуя чин окольничего. Они занимали видное место в Боярской думе, ведали рядом приказов (чаще Судным) служили в 1-х городовых и полковых воеводами, возглавляли посольства и др. Один из Куракиных был воспитателем царевича Фёдора Алексеевича.
Род Куракиных связан кровным родством с великими князьями московскими из династии Рюриковичей: князь Патрикей Александрович женат на дочери Василия I Дмитриевича — княжне Анне. Князь Андрей Иванович Булгаков-Курака и царь Иван IV Васильевич Грозный, были четвероюродными братьями. В конце XVII и начале XVIII веков князья Куракины были в ближайшем свойстве и родстве с Домом Романовых и императорами Священной Римской империи.
В XVIII веке почти все Куракины состояли на дипломатической службе.
- Булгаков-Курака, Андрей Иванович, боярин, уп. 1521
  - Куракин, Фёдор Андреевич, боярин, ум. 1567
  - Куракин, Дмитрий Андреевич, боярин, ум. 1570
    - Куракин, Семён Дмитриевич
      - Куракин, Иван Семёнович, видный деятель Смуты, один из заговорщиков против Лжедмитрия, требовал ограничения власти Василия Шуйского, ум. 1632; женат на кнж. Гликерии Ивановне Турениной
      - Куракина, Мария Семёновна, жена кн. И. П. Буйносова-Ростовского

  - Куракин, Пётр Андреевич, боярин, ум. 1575
    - Куракин, Андрей Петрович, боярин, управлял Москвой во время пребывания Иоанна IV на войне, ум. 1615
      - Куракин, Семён Андреевич, боярин, ум. 1606; женат на кнж. Елене Васильевне Бахтеяровой-Ростовской
        - Куракин, Василий Семёнович, воевода, руководитель обороны Москвы в 1618 году, женат на Ксении Дмитриевне Пожарской
        - Куракин, Фёдор Семёнович, боярин, ум. 1656; женат на кнж. Прасковье Борисовне Татевой
          - Куракина, Наталья Фёдоровна, жена кн. И. А. Воротынского
          - Куракин, Фёдор Фёдорович, боярин, воспитатель царя Фёдора Алексеевича, ум. 1680; женат на Евдокии Андреевне Головиной
            - Куракина, Анна Фёдоровна, жена кн. А. М. Черкасского
            - Куракина, Мария Фёдоровна, жена генерал-фельдмаршала кн. В. В. Долгорукова

        - Куракин, Григорий Семёнович, боярин, ум. 1679
          - Куракин, Иван Григорьевич, боярин, ум. 1681; женат на кнж. Федосье Алексеевне Одоевской и на кнж. Марии Петровне Прозоровской
            - Куракин, Михаил Иванович, ум. 1686; женат на кнж. Марфе Дмитриевне Голицыной
              - Куракина, Мария Михайловна, жена гр. А. П. Апраксина

            - Куракин, Борис Иванович, видный деятель петровского времени, свояк Петра I, ум. 1727, о его потомстве см. ниже ➤
            - Куракин, Иван Иванович, ум. 1706, женат на дочери Тихона Стрешнева
            - Куракина, Мария Ивановна, жена И. С. Салтыкова

  - Куракин, Иван Андреевич, боярин, ум. 1567
  - Куракин, Григорий Андреевич, боярин, ум. 1595

## Петербургский период

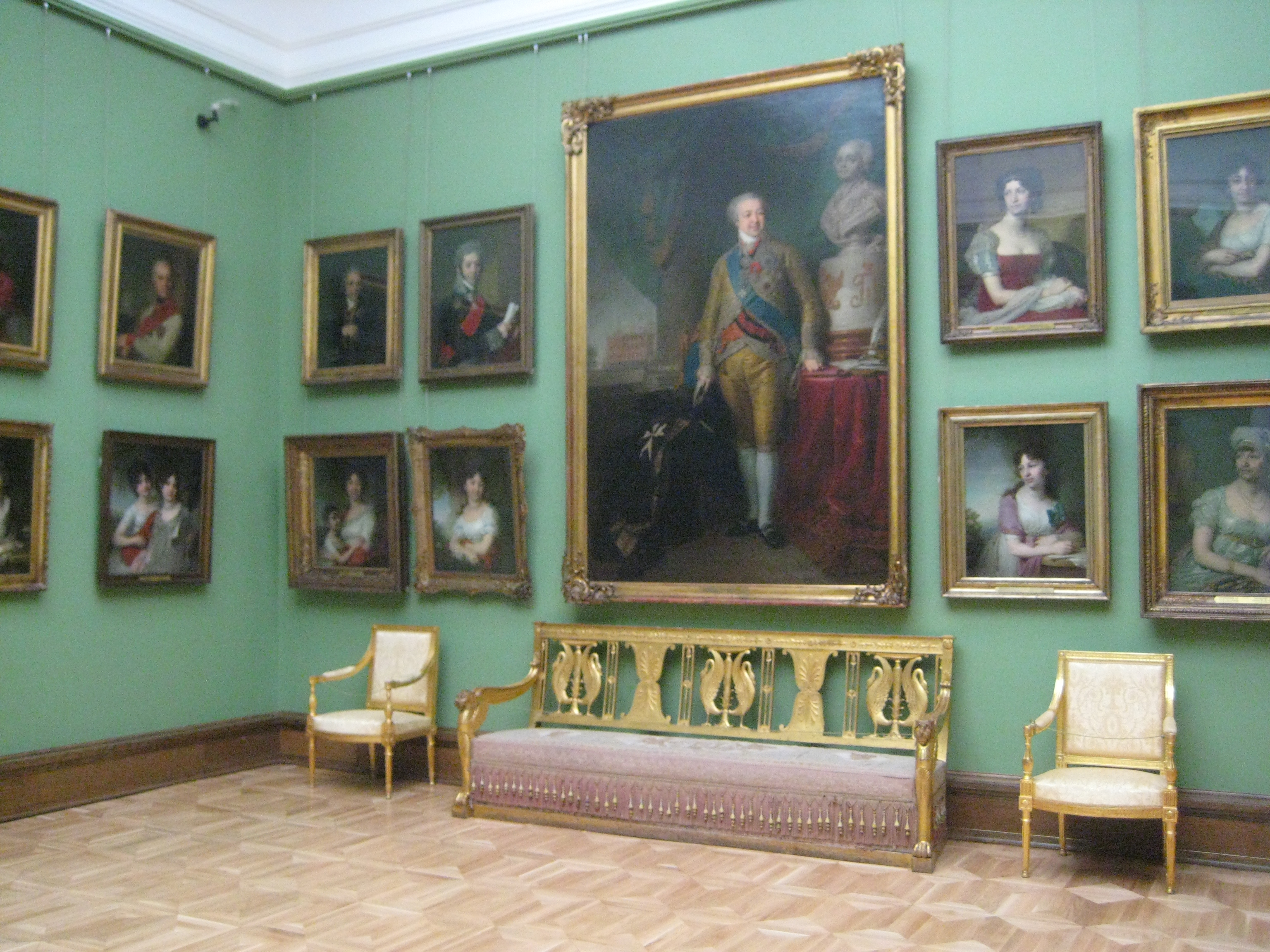
Портрет «бриллиантового князя» А. Б. Куракина в одном из залов Третьяковской галереи

Борис Иванович Куракин (1677—1727) — знаменитый дипломат, первый постоянный русский посол за границей, заложил традицию дипломатической службы в семействе Куракиных. Сочинения Куракина, представляющие характерный образчик языка петровского времени, равно как и другие его бумаги, опубликованы в первых томах «Архива князя Ф. А. Куракина» (СПб, 1890). Женат 1-м браком на Аксинье Фёдоровне Лопухиной (сестре царицы), 2-м браком — на кнж. Марии Фёдоровне Урусовой.
1. Куракина, Татьяна Борисовна, жена генерал-фельдмаршала кн. М. М. Голицына
2. Куракина, Екатерина Борисовна, невеста гр. М. Г. Головкина, жена генерал-фельдмаршала гр. А. Б. Бутурлина
3. Куракин, Александр Борисович (1697—1749), обер-шталмейстер, сенатор, посол во Франции, двоюродный брат царевича Алексея, женат на Александре Ивановне Паниной
  1. Куракина, Татьяна Александровна, жена А. Ю. Нелединского-Мелецкого
  2. Куракина, Екатерина Александровна, жена кн. И. И. Лобанова-Ростовского
  3. Куракина, Наталья Александровна, жена генерал-фельдмаршала кн. Н. В. Репнина
  4. Куракин, Борис Александрович (1733—1764), гофмейстер, сенатор, президент ряда коллегий, женат на Елене Степановне Апраксиной. После смерти 31-летнего князя воспитание его детей взял на себя его дядя Никита Панин.
    1. Куракин, Александр Борисович (1752—1818), владелец села Куракино, приятель Павла Петровича, посол во Франции и Австрии, вице-канцлер, холост
      1. Вревский, Александр Борисович, побочный сын предыдущего, фамилию получил по названию родового села Врев, титул барона — от австрийского императора по прошению своего отца; от него происходят бароны Вревские
      2. Ещё пятеро побочных сыновей и четверо дочерей известны как бароны и баронессы Сердобины

    2. Куракин, Степан Борисович (1754—1805), владелец усадьбы Алтуфьево, женат на Екатерине Дмитриевне Измайловой; сохранилась их московская усадьба по адресу: ул. Новая Басманная, 6 (впоследствии Куракинская богадельня)
    3. Куракин, Алексей Борисович (1759—1829), генерал-прокурор, генерал-губернатор Малороссии, министр внутренних дел (1807—1811); его потомство показано ниже ➤
    4. Куракин, Иван Борисович (1761—1827), гвардии полковник, женат на Екатерине Андреевне Бутурлиной (1766—1824).

В романе «Война и мир» выведено семейство Курагиных. Фамилия образована по толстовскому обыкновению путём замены одной буквы в названии реально существующего аристократического рода. См. Анатоль Курагин и Элен Курагина.

## Новейшее время

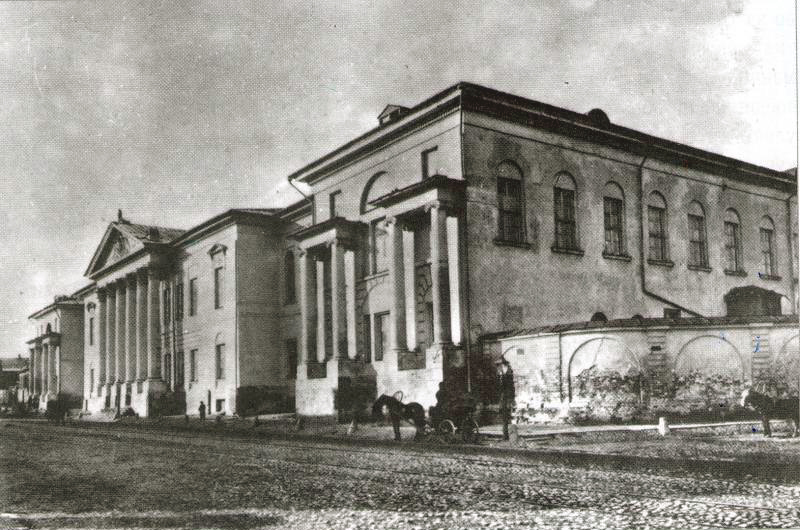
Дворец А. Б. Куракина на Старой Басманной улице

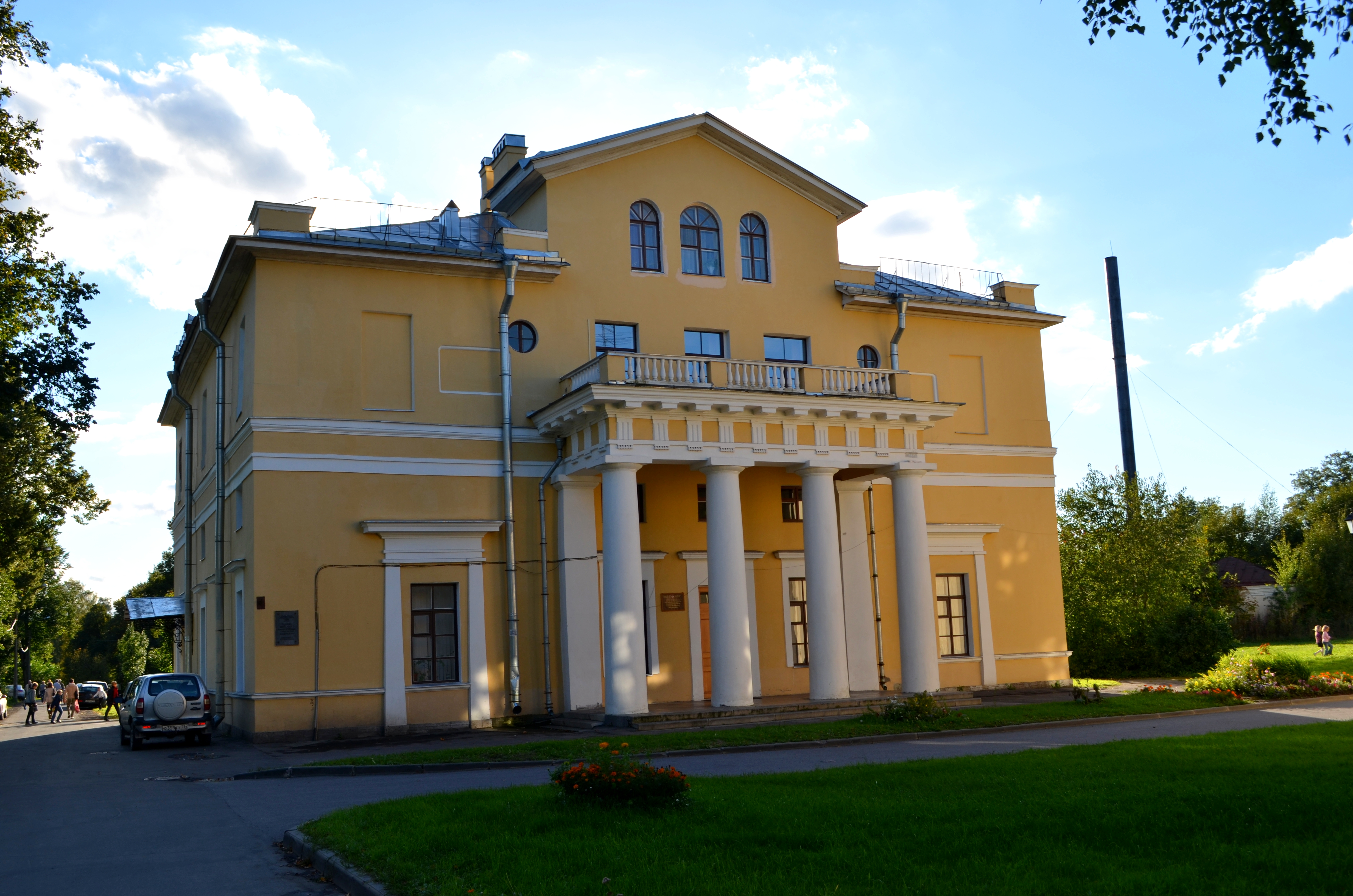
Богадельня Куракиных в Павловске

- Куракин, Алексей Борисович (1759–1829), генерал-прокурор Правительствующего сената, министр внутренних дел (1807–1810), действительный тайный советник 1-го класса (1826); женат на Наталье Ивановне Головиной
  - Куракина, Елена Алексеевна, наследница Кураковщины, жена гр. Н. И. Зотова, тёща кн. А. И. Чернышёва
  - Куракина, Александра Алексеевна, жена Н. С. Салтыкова и П. А. Чичерина
  - Куракин, Борис Алексеевич (1784–1850), дипломат, сенатор, создатель усадьбы Степановское-Волосово, женат на кнж. Елизавете Борисовне Голицыной
    - Куракин, Алексей Борисович (1809–1872), художник-любитель, первый секретарь посольства в Париже и Вене, женат на кнж. Юлии Фёдоровне Голицыной
      - Куракин, Фёдор Алексеевич (1842–1914), издатель архива князей Куракиных, хранившегося в родовой усадьбе Надеждино; женат на Софье Владимировне Мокиевской
      - Куракина, Елизавета Алексеевна (1838–1928), статс-дама, гофмейстерина, мать К. А. Нарышкина
      - Куракина, Александра Алексеевна (1840–1919), статс-дама, приятельница императрицы Марии Фёдоровны, жена А. Ф. Козена

    - Куракин, Александр Борисович (1813–1870), полковник, женат на грф. Марии Александровне Гурьевой
      - Куракина, Елизавета Александровна (1838–1917), жена библиофила Г. Н. Геннади
      - Куракин, Борис Александрович (1840–1922), женат на Екатерине Алексеевне Мусиной-Пушкиной
        - Куракин, Александр Борисович (1875–1941), член Государственной думы, женат на Софье Сергеевне Олив.
          - Куракина, Анна Александровна, в 1959 жила в Париже незамужней

      - Куракин, Анатолий Александрович (1845–1936), шталмейстер, член Государственного совета, владелец усадьбы Андреевское, женат на кнж. Елизавете Михайловне Волконской
        - Куракина, Мария Анатольевна (1863–1932), жена кн. В. А. Шаховского
        - Куракина, Анна Анатольевна (1871–1958), фрейлина, жена дипломата Н. Н. Шебеко
        - Куракин, Михаил Анатольевич (1872–1932), шталмейстер, женат на бар. Татьяне Георгиевне Врангель
          - Куракин, Андрей Михайлович (1903–1983), женат на Александре Павловне Катковой
            - Куракин, Михаил Андреевич (1930–1993), женат на Татьяне Юрьевне Калгановой
              - Куракин, Александр Михайлович (р. 1959), женат на Паскале Торрес
                - Куракин, Дмитрий Александрович (р. 1995)

        - Куракин, Иван Анатольевич (1874–1950), член Государственной думы, затем епископ, женат на грф. Софье Дмитриевне Толстой
          - Куракин, Борис Иванович (1908–1974), жил и умер в Буэнос-Айресе
          - Куракина, Александра Ивановна (1902–1985), жена гр. Жана де Пети-Туара
          - Куракина, Ирина Ивановна (1903–1993), жена кн. Г. К. Романова
          - Куракина, Наталья Ивановна, жена кн. И. С. Урусова
          - Куракина, Елена Ивановна (1917–1992), жена П. А. Гилленшмидта

Начиная со второй трети XIX века князья Куракины уже не достигали высших чинов и не занимали такого блестящего положения в столичном обществе, как прежде. Многие из них предпочитали государственной службе тихую жизнь в поместьях.

## Фамильные ценности

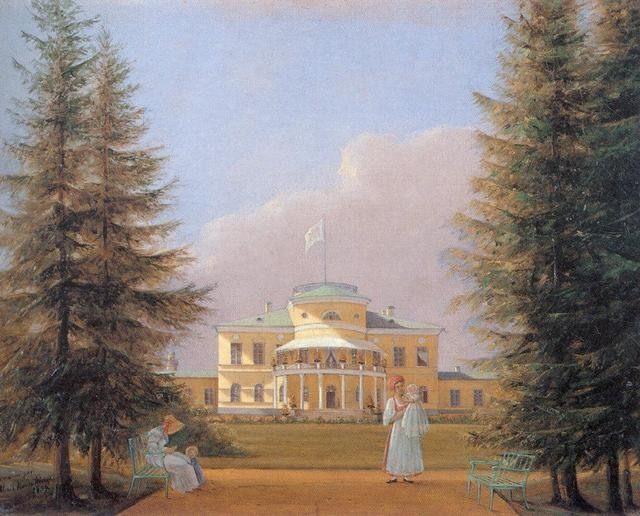
Усадьба Степановское-Волосово на картине А. Б. Куракина (1839)

Фамильный архив Куракиных, хранившийся в родовой усадьбе Надеждино Сердобского уезда Пензенской губернии, насчитывал до 900 томов бумаг, представляющих большой интерес для истории XVIII–XIX вв. В отличие от большинства других семейных архивов русской аристократии, куракинский архив не был утрачен при сожжении старых усадеб (1918–1919), благо его успели частично опубликовать (1890–1902) князь Ф. А. Куракин и М. И. Семевский.
Портретная галерея рода Куракиных помещалась в усадьбе Степановское-Волосово Зубцовского уезда Тверской губернии. Ныне портреты хранятся в запасниках Тверского краеведческого музея и его филиалов. Первая выставка куракинского портретного наследия была организована в конце (2011).